# XX Virginis-variabel
XX Virginis-variabeln (AHB1) är en typ av pulserande variabel.  Variablerna befinner sig i Hertzsprung–Russell-diagrammet ovanför huvudserien och pulserar med perioder på mellan 0,8 och 3 dygn. De uppvisar högst asymmetriska ljuskurvor med stor amplitud, med ljusökningar på mer än 25 procent. De har låg metallicitet och har låga massor och högre luminositet än motsvarande RR Lyrae-stjärnor.
XX Virginis-variablerna fördes tidigare till RR Lyrae-variablerna i undergruppen RRD, som nu förbehålls RR Lyrae-stjärnor med dubbel period. De har också kallats "kortperiodiska typ II-cepheider" och då klassificerats bland BL Herculis-variablerna. Emellertid är deras ljuskurvor starkt avvikande från BL Herculis-variablernas och påminner mer om RRAB-variablers, som har perioder med ett medianvärde kring 0,5 dygn.
Prototypvariabeln XX Virginis varierar mellan visuell magnitud +11,55 och 12,78 med en period av 1,3482051 dygn.